# Sovkhóznoie (Kabardino-Balkària)
|  | Per a altres significats, vegeu «Sovkhóznoie». |

Sovkhóznoie (en rus: Совхозное) és un poble de Kabardino-Balkària, a Rússia, que el 2019 tenia 679 habitants. Pertany al districte rural de Zalukókoaje.